# Hesthesis variegatus
Hesthesis variegatus là một loài bọ cánh cứng trong họ Cerambycidae.